# Cerro Pucara, La Paz
Cerro Pucara är ett berg i Bolivia.   Det ligger i departementet La Paz, i den centrala delen av landet, 400 km nordväst om huvudstaden Sucre. Toppen på Cerro Pucara är 3 756 meter över havet.
Terrängen runt Cerro Pucara är bergig åt nordost, men åt sydväst är den kuperad. Runt Cerro Pucara är det glesbefolkat, med 12 invånare per kvadratkilometer.. Närmaste större samhälle är Ayo Ayo, 18,6 km sydväst om Cerro Pucara. 
Omgivningarna runt Cerro Pucara är i huvudsak ett öppet busklandskap.